# وام برووک
وام برووک (به انگلیسی: Wambrook) یک روستا و محله مدنی در بریتانیا است که در سامرست جنوبی واقع شده‌است. وام برووک ۱۸۴ نفر جمعیت دارد.